# Kimberella
Kimberella là một chi động vật đa bào loài chỉ được biết đến từ lớp đá thuộc kỷ Ediacara. Sinh vật giống sên này kiếm ăn bằng cách bới tìm vi sinh vật trên bề mặt, tương tự như động vật thân mềm, mặc dù mối quan hệ của nó với nhóm này còn gây tranh cãi.
Mẫu vật đầu tiên được tìm thấy ở dãy đồi Ediacara của Úc, nhưng nghiên cứu gần đây đã tập trung vào nhiều phát hiện gần Biển Trắng ở Nga, khoảng từ 555  -  558 triệu năm về trước. Cũng như nhiều hóa thạch từ thời kỳ này, mối quan hệ tiến hóa của sinh vật này với các sinh vật khác được tranh luận sôi nổi. Các nhà cổ sinh vật học ban đầu phân loại Kimberella như là một loại sứa, nhưng từ năm 1997 kĩ năng giải phẫu phát triển giúp tìm thấy các dấu hiệu cho thấy nó có thể là một động vật thân mềm. Mặc dù một số nhà cổ sinh vật học tranh cãi về việc phân loại nó như một động vật thân mềm, nó thường được chấp nhận như động vật đối sứng hai bên.

## Từ nguyên

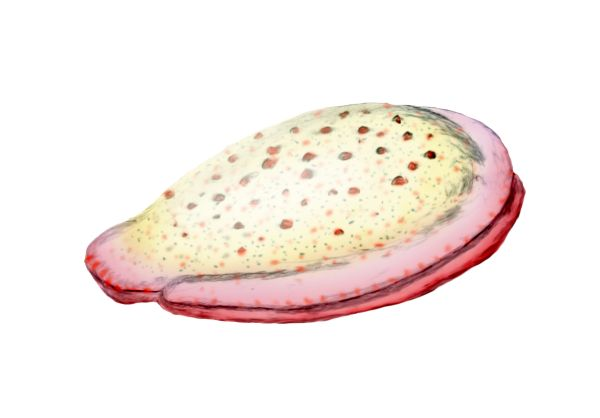
Phục hồi

Chi này được đặt theo tên của Mr. John Kimber, người đã mạng của ông trong một chuyến thám hiểm đến Trung Úc vào năm 1964. Ban đầu nó được mô tả với tên Kimberia. N. H. Ludbrook nhận ra nằng tên Kimberia đã được tìm hữu bởi Kimberia Cotton and Woods, một phân chi rùa. Do đó, Mary Wade đề xuất tên mới Kimberella năm 1972.